# 托斯克人
托斯克人是阿尔巴尼亚人的两个主要族群之一，另一个是盖格人，他们在文化、语言、社会和宗教特征上有所不同。托斯克人主要分布在阿尔巴尼亚南部，讲托斯克方言。